# Les vacances del Sr. Hulot
Les vacances del Sr. Hulot (títol original en francès: Les Vacances de monsieur Hulot) és una pel·lícula francesa dirigida per Jacques Tati, rodada el 1951 i 1952 i estrenada el 1953. Ha estat doblada i subtitulada al català. A través de diferents situacions còmiques, la pel·lícula presenta una galeria d'estiuejants d'una època en què les vacances al mar esdevenen un ritu anual.

## Argument[3]
En un balneari de la costa atlàntica, els estiuejants són incapaços d'apartar-se dels seus rutinaris costums urbans, fins que el senyor Hulot arriba al volant de la seva vella tartana i trenca la calma estival. Es mostra maldestre i comet nombroses pífies, però per alegria dels nens, Hulot oferirà als hostes de l'hotel unes vacances inoblidables. Al final de la seva estada, tothom torna a casa sense que hagi passat res de greu.

## Repartiment
- Jacques Tati: M. Hulot
- Nathalie Pascaud: Martine
- Michele Rolla: la tia de Martine
- Valentine Camax: l'anglesa
- Louis Perrault: Monsieur Fred
- André Dubois: el comandant
- Suzy Willy: l'esposa del comandant
- Lucien Frégis: l'hoteler
- Raymond Carl: El criat
- René Lacourt: El que passeja
- Marguerite Gérard: la que passeja
- Georges Adlin: l'americà del sud
- Michèle Brabo: l'estiuejant
- Christopher Lee (no surt als crèdits)

## El rodatge i les diferents versions

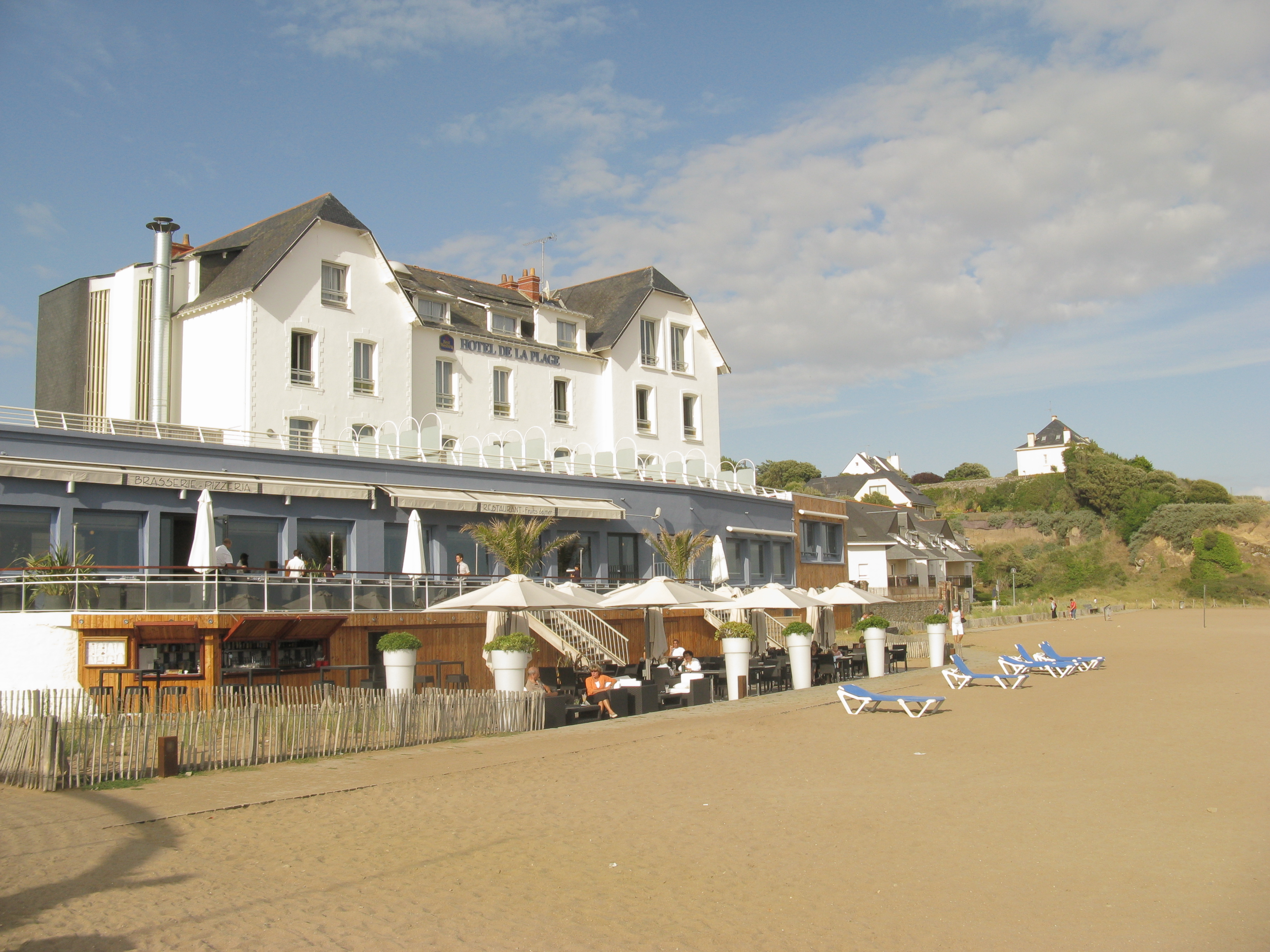
L'« Hôtel de la Plage » a Saint-Marc-sur-Mer lloc de rodatge del film

Abans de la guerra, en una visita amb amics de Saint-Nazaire (Loire-Atlantique), el matrimoni Lemoine, instal·lats prop de la platja de Port Charlotte, Tati va ser seduït per la platja de Saint-Marc-sur-Mer, una estació balneària situada al territori del municipi de Saint-Nazaire situada a 1,8 km cap al sud-oest. Decidí que hi tornaria un dia per rodar-hi una pel·lícula.
El rodatge dels exteriors tingué lloc a partir de finals de juny de 1951 a Saint-Marc. Director i equip s'allotjaren a la vil·la anomenada «El Castell», on també es rodà l'escena del partit de tennis. La filmació s'allargà fins al mes d'octubre, i Tati utilitzà diversos llocs de l'estació balneària: la platja, amb el seu «Hotel de la platja» (equipat amb una falsa entrada), el cementiri. Les escenes interiors foren rodades als estudis de Boulogne-Billancourt en el transcurs de l'any 1952. La població de Saint-Marc participa en la pel·lícula, però en una menor mesura que la de Sainte-Sévère-sur-Indre, que s'implicà directament en l'anterior pel·lícula de Tati, Jour de fête. El nom de Saint-Marc no apareix en la pel·lícula, excepte en pla final, gràcies a un tampó de correus, contràriament al de Sainte-Sévère, que havia aparegut explícitament en un pla de Jour de fête.
Jacques Tati va dirigir un nou muntatge i una nova banda sonora el 1963. El 1978, va tornar a Saint-Marc per rodar una escena de naufragi que parodiava la pel·lícula de Steven Spielberg, Jaws.

## Banda sonora
1. Quel temps fait-il à Paris - A. Romans[5]

## Premis i nominacions

### Premis
- 1953: Premi Louis-Delluc, Paris
- 1955: Golden Laurel award, Edimburg

### Nominacions
- 1953: Gran Premi del Festival de Cannes
- 1956: Oscar al millor guió original per Jacques Tati i Henri Marquet[6]
- Aquesta pel·lícula forma part de la Llista del BFI de les 50 pel·lícules a veure abans de fer 14 anys establerta el 2005 pel British Film Institute.